# Сідзуоцький університет
Сідзуоцький університет (яп. 静岡大学, しずおかだいがく; англ. Shizuoka University) — державний університет у Японії. Розташований за адресою: префектура Сідзуока, місто Сідзуока, район Суруґа, квартал Отані 836. Засновано у 1875 році та офіційно відкрито у 1949 року. Скорочена назва — Ші́дзу-да́й (яп. 静大, しずだい).

## Факультети
- Гуманітарний факультет (яп. 人文学部)
- Педагогічний факультет (яп. 教育学部)
- Факультет інформатики (яп. 情報学部)
- Природничий факультет (яп. 理学部)
- Інженерно-технічний факультет (яп. 工学部)
- Агрономний факультет (яп. 農学部)

## Аспірантура
- Гуманітарно-соціологічна аспірантура (яп. 人文社会科学研究科)
- Аспірантура юридичних наук (яп. 法務研究科)
- Педагогічна аспірантура (яп. 教育学研究科)
- Аспірантура інформатики (яп. 情報学研究科)
- Аспірантура природничих наук (яп. 理学研究科)
- Інженерно-технічна аспірантура (яп. 工学研究科)
- Агрономічна аспірантура (яп. 農学研究科)
- Аспірантура творчої науки і технологій (яп. 創造科学技術大学院)
- Спільна агрономічна аспірантура (яп. 連合農学研究科)